# Wygoda (powiat puławski)
Wygoda – wieś w Polsce, położona w województwie lubelskim, w powiecie puławskim, w gminie Kurów.
Wieś leży w odległości 14 km od Puław, 3 km od Kurowa i 33 km od Lublina.
Miejscowość została odnotowana w końcu XIX wieku jako przyległość dóbr Kurów. 12 października 1973 miejscowość, stanowiąca wówczas część sołectwa Chrząchów, została wyłączona z gminy Końskowola i przeniesiona do gminy Kurów. W pewnym okresie stanowiła część wsi Szumów, a od 1 stycznia 2025 ma status wsi. 
Wygoda liczy około 10 gospodarstw. 
Wierni Kościoła rzymskokatolickiego należą do parafii Narodzenia Najświętszej Maryi Panny i św. Michała Archanioła w Kurowie.